# Lomanotidae
Lomanotidae is een familie van weekdieren uit de klasse van de Gastropoda (slakken).

## Geslacht
- Lomanotus Vérany, 1844